# 구리금파리
구리금파리(영어: Common green bottle fly) 또는 세쌍풀색파리는 파리목 검정파리과에 속하는 곤충이다. 

## 특징
전 세계에 서식하며, 금파리와 같이 가장 잘 알려진 금파리속 중 하나이며, 매우 흔하게 관찰된다. 몸은 녹청색 또는 녹금색이며, 광택이 난다. 몸길이 5~10 mm이다. 동물의 똥이나 부패하는 시체에 모이며, 암컷은 이런 곳에 산란한다. 알에서 깨어난 구더기는 똥이나 썩어가는 고기를 먹는다. 때로는 사람의 눈에도 알을 낳는다. 위생해충으로 중요하다. 구더기 치료법에 쓰이기도 한다. 구리 금파리는 민간요법에 쓰이기도 한다.

## 같이 보기
- 금파리 (곤충)
- 구더기 치료법
- 의료 기구
- 눈구더기증